# António Pereira dos Reis
António Pereira dos Reis (Ourém, 19 de Maio de 1804 — Lisboa, 19 de Abril de 1850) foi um alto funcionário público e político que se destacou como deputado e presidente da Câmara dos Deputados nas Cortes.

## Biografia
Natural da freguesia de Santa Maria de Ourém, distrito de Santarém, era filho de Isidoro José dos Reis e de D. Luísa Rosa dos Reis.
Redigiu a Chronica Constitucional do Porto durante o cerco da mesma cidade, desde Julho de 1832 até Abril do ano seguinte, em que foi exonerado, preso, e mandado processar em 23 do dito mês. Esteve encarregado da redacção do Diário do Governo em curtos intervalos. Defensor do Liberalismo, fez parte dos Bravos do Mindelo.
Destaca-se na sua carreira o desempenho como deputado e presidente da Câmara dos Deputados nas Cortes.
Casou em 8 de Maio de 1842 na Igreja de Santa Justa, em Lisboa, com D. Elisa Amélia Pereira, natural do Porto, filha de António Joaquim Pereira e D. Joaquina Fausta Dias Pereira.
Faleceu com apenas 45 anos "sem os últimos sacramentos porque a moléstia lhe não deu lugar a recebê-los", como consta do assento de óbito, no Largo de Camões, número 10, segundo andar, à data distrito da freguesia de Santa Justa, de Lisboa. Consta que não deixou filhos e foi sepultado num jazigo do Cemitério do Alto de São João. 
A sua esposa voltaria a casar, em 6 de Agosto de 1851, com Cláudio Mesquita da Rosa.